# ديفيد كولين (لاعب هوكي جليد)
ديفيد كولين هو لاعب هوكي جليد كندي، ولد في 30 ديسمبر 1976 في سانت كاثرينز في كندا.

## وصلات خارجية
- ديفيد كولين على موقع دوري الهوكي الوطني (الإنجليزية)
- ديفيد كولين على موقع EliteProspects.com (الإنجليزية)
- ديفيد كولين على موقع Eurohockey.com (الإنجليزية)
- ديفيد كولين على موقع HockeyDB.com (الإنجليزية)
- ديفيد كولين على موقع Hockey-Reference.com (الإنجليزية)